# しまゆき型練習艦
しまゆき型練習艦（しまゆきがたれんしゅうかん、英語: Shimayuki-class training vessel）は、海上自衛隊の練習艦。はつゆき型護衛艦の12番艦（最終艦）の「しまゆき」がネームシップとなっている。

## 概要
はつゆき型の最終艦として建造された「しまゆき」が1999年に練習艦に用途変更されたことにより本型が誕生した。
それまでは除籍間近の艦艇が練習艦に種別変更されるのが定例だったが、「しまゆき」が就役からわずか12年でいち早く練習艦に種別変更された背景には、海上自衛隊の艦艇が時代の趨勢と共にシステム艦化し、実習員などの教育と訓練もこれに適合したものが求められるようになり、できるだけ新しい練習艦が必要になったことがある。この当時練習艦として配備されていたのは、1960年代後半に就役した艦齢30年以上のみねぐも型護衛艦であった。のち、2000年代半ばにはあさぎり型護衛艦の初期建造艦2隻がやまぎり型練習艦として転用され、練習艦隊の現代化が完成する。
2010年代になってはつゆき型が老朽化し地域配備護衛隊からも退くようになると、不足する護衛艦を補うため、練習艦から本型に比べ艦齢の若いやまぎり型が護衛艦に復帰して地域配備護衛隊に配属され、練習艦に護衛艦隊を退いたはつゆき型が充当された。まず「しらゆき」、「せとゆき」が練習艦に転用され、「しらゆき」の除籍後に「やまゆき」が加わった。
2020年から2021年にかけて、まや型の就役と共にはたかぜ型が練習艦に転用され、これを受けて「やまゆき」、次いでネームシップの「しまゆき」が除籍された。
2021年12月24日、「せとゆき」の除籍によってすべてのしまゆき型練習艦が退役した。

## 同型艦
| 艦番号            | 艦名     | 建造                  | 竣工                         | 練習艦への 艦種変更         | 除籍                        | 最終所属                 |
| ----------------- | -------- | --------------------- | ---------------------------- | --------------------------- | --------------------------- | ------------------------ |
| TV-3513 旧:DD-133 | しまゆき | 三菱重工業 長崎造船所 | 1987年 （昭和62年） 2月7日   | 1999年 （平成11年） 3月18日 | 2021年 （令和3年） 3月19日  | 練習艦隊第1練習隊 （呉） |
| TV-3517 旧:DD-123 | しらゆき | 日立造船 舞鶴工場     | 1983年 （昭和58年） 2月8日   | 2011年 （平成23年） 3月16日 | 2016年 （平成28年） 4月27日 | 練習艦隊第1練習隊 （呉） |
| TV-3518 旧:DD-131 | せとゆき | 三井造船 玉野事業所   | 1986年 （昭和61年） 12月11日 | 2012年 （平成24年） 3月14日 | 2021年 （令和3年） 12月24日 | 練習艦隊第1練習隊 （呉） |
| TV-3519 旧:DD-129 | やまゆき | 日立造船 舞鶴工場     | 1985年 （昭和60年） 12月3日  | 2016年 （平成28年） 4月27日 | 2020年 （令和2年） 3月19日  | 練習艦隊第1練習隊 （呉） |